# Њу Чикаго (Индијана)
Њу Чикаго (енгл. New Chicago) град је у америчкој савезној држави Индијана.

## Демографија
По попису из 2010. године број становника је 2.035, што је 28 (-1,4%) становника мање него 2000. године.
| Група             | 2000.         | 2010.         |
| Белци             | 1.670 (81,0%) | 1.382 (67,9%) |
| Афроамериканци    | 11 (0,5%)     | 45 (2,2%)     |
| Азијати           | 5 (0,2%)      | 15 (0,7%)     |
| Хиспаноамериканци | 345 (16,7%)   | 558 (27,4%)   |
| Укупно            | 2.063         | 2.035         |